# Louis Raffy
Pour les articles homonymes, voir Raffy.
Antoine Louis Raffy, né à Laroque-Timbaut en Lot-et-Garonne le 11 octobre 1868 et décédé en mars 1931 à Nérac, est un compositeur de musique religieuse et organiste français.

## Biographie
Il fut organiste à l’église Saint-Nicolas de Nérac qui possède un orgue de 23 jeux construit par la maison Magen de Agen (1862).
Une rue de Nérac porte son nom.

## Œuvres

### Orgue et harmonium
- L’Orgue, 3 fascicules, Paris : Loret fils et H. Freytag, (1899-1901).
- Pièces dans Échos jubilaires des maîtres de l’orgue, publiés par l'abbé Henri Delépine, Procure de musique religieuse (1908 et 1929).
- Pièces dans les Archives de l’Organiste, 8 vol. publiés par H. Delépine, Procure de musique religieuse.
- École d’Orgue, Méthode complète pour harmonium, 2 vol., Saint-Leu-la-Forêt : Procure de musique religieuse (1908).
- Organistes Célèbres et Grands Maîtres Classiques, collection de morceaux pour orgue ou harmonium, à l’usage du service divin, choisis, annotés par Louis Raffy, 6 vol., Op. 57-62. Arras : Procure générale de musique religieuse (1910-13).
- 10 Pièces pour orgue ou harmonium, St-Laurent-sur-Sèvre : L.-J. Biton, (1913).
- 200 Versets, préludes, antiennes, etc. dans les tons majeurs et mineurs les plus usités, extraits des œuvres des maîtres anciens, choisis ou transcrits pour l’orgue, Arras : Procure générale de musique religieuse, (1913).
- Pastorale et noël pour orgue, [s.l.] [s.n.], (1914).
- La Lyre Sacrée, recueil de pièces pour orgue ou harmonium, Paris : Procure générale de musique religieuse, s.d.
- Le Service de l’organiste, pièces pratiques pour orgue ou harmonium à l’usage du service divin, en 12 livraisons, 1re livraison (1914).
- Suite pour Orgue Op. 74, St-Laurent-sur-Sèvre : L.-J. Biton, (1914).
- Meditation, for the reed or pipe organ. Extracted from the 2d Series of the Parnassus of the organists for the XXth century, Hythe (Kent) : the Organ Music Publishing Office (1914).
- Reflets de vitraux, Op. 81. Pièces pour orgue ou harmonium, 2 vol. Paris : Procure générale (1930).

### Piano
- Dans le vague, élégie pour piano, Paris : Loret fils et H. Freylag, (1896).
- Fleurette ! suite de valses pour piano, Paris : Loret fils et H. Freylag, (1896).
- Gitanilla, danse bohémienne pour piano, Arras : Société d’éditions modernes, (1912).
- Sorrentina, tarentelle pour piano, Arras : Société d’éditions modernes, (1912).